# Tacuatí
Tacuatí è un centro abitato del Paraguay, situato nel dipartimento di San Pedro; la località forma uno dei 19 distretti del dipartimento.

## Popolazione
Al censimento del 2002 Tacuatí contava una popolazione urbana di 1.988 abitanti (11.301 nell'intero distretto).